# Wazokonstrykcja
Wazokonstrykcja – termin oznaczający skurcz mięśni gładkich w ścianie naczyń krwionośnych, czyli zwężenie światła naczyń. Konsekwencją jest zwiększenie ciśnienia krwi. Tego rodzaju reakcja pojawia się pod wpływem wielu różnorakich czynników, zarówno pochodzenia endogennego (hormon wazopresyna), jak i egzogennego (stres).
Zjawisko wazokonstrykcji wykorzystuje się w praktyce klinicznej do podniesienia ciśnienia tętniczego lub zmniejszenia miejscowego przepływu krwi.
Skurcz naczyń krwionośnych zewnętrznych powłok organizmu jest również typową reakcją zwierząt stałocieplnych na zimno. Pozwala on zredukować utratę ciepła przez skórę.
Stale podniesione ciśnienie krwi (czyli nadciśnienie tętnicze) jest zjawiskiem patologicznym i może być konsekwencją nadmiernej wrażliwości ścian naczyń krwionośnych na czynniki stymulujące wazokonstrykcję. 

## Przykłady substancji powodujących wazokonstrykcję
- adrenalina i inne aminy katecholowe
- kofeina
- efedryna i pseudoefedryna
- tromboksany